# Arraiolos (freguesia)
A Freguesia de Arraiolos é uma freguesia portuguesa do Município de Arraiolos com 146,08 km² de área e 3133 habitantes (censo de 2021), tendo, por isso, uma densidade populacional de 21,4 hab./km².
Além da vila de Arraiolos, sua sede e sede do município, a Freguesia de Arraiolos engloba ainda as aldeias de Santana do Campo e de Ilhas. Ambas as aldeias, desempenham um papel fundamental na preservação da cultura alentejana. Em Santana do Campo onde o movimento associativo é mais forte, existe durante todo o ano um conjunto importante de eventos de dinamização sociocultural.
Nas Ilhas é de destacar a tradicional festa do porco, que acontece todos os anos em fevereiro e as celebrações do 25 de abril.

## Demografia
A população registada nos censos foi:
| Distribuição da População por Grupos Etários | Distribuição da População por Grupos Etários | Distribuição da População por Grupos Etários | Distribuição da População por Grupos Etários | Distribuição da População por Grupos Etários |
| -------------------------------------------- | -------------------------------------------- | -------------------------------------------- | -------------------------------------------- | -------------------------------------------- |
| Ano                                          | 0-14 Anos                                    | 15-24 Anos                                   | 25-64 Anos                                   | > 65 Anos                                    |
| 2001                                         | 511                                          | 481                                          | 1795                                         | 762                                          |
| 2011                                         | 453                                          | 343                                          | 1860                                         | 730                                          |
| 2021                                         | 370                                          | 338                                          | 1656                                         | 769                                          |

## Feiras e Festividades

#### Feira São Boaventura - Arraiolos
A Feira S. Boaventura tem data marcada no 2º Domingo de julho.
De acordo com o relato do ilustre escritor Arraiolense Cunha Rivara, já “no ano de 1621 havia na Câmara determinação de se pedir a el-rei licença para ela”.
Atualmente a Feira S. Boaventura, para além das actividades desportivas, culturais, animação musical, exposições e outras, integra também a "Mostra de Atividades Económicas do Concelho de Arraiolos".

#### Festas de Verão - Santana do Campo
As festas populares ou em honra dos santos padroeiros são uma tradição enraizada no nosso país.
A Aldeia de Santana do Campo procura manter essa tradição, realizando as suas Festas de Verão, anualmente, no primeiro fim de semana de Agosto.

## Património
- Ruínas romanas de São João do Campo ou Templo romano de Santana do Campo ou Igreja de Santa Ana da Franzina
- Pelourinho de Arraiolos
- Casa da Sempre Noiva ou Solar de Sempre Noiva
- Castelo de Arraiolos ou Paço dos Alcaides
- Anta da Vila de Arraiolos
- Capela de Nossa Senhora das Necessidades ou Ermida de Nossa Senhora das Necessidades ou Ermida de Santo Estêvão
- Igreja da Misericórdia de Arraiolos
- Casa do Capitão - Mor ou Casa da Mala - Posta
- Convento dos Lóios (Arraiolos) ou Convento de Nossa Senhora da Assunção
- Igreja do Antigo Convento de São Francisco e cemitério anexo